# Are You Experienced
Are You Experienced е дебютният албум на The Jimi Hendrix Experience, издаден през 1967. Албумът набляга на психеделичния рок и feedback китарни изпълнения, като прави Джими Хендрикс рок-звезда.
През 2003 година списание Rolling Stone нарежда албума на 15-о място в списъка на 500-те най-велики албуми на всички времена.

## Предистория
След като Хендрикс е доведен в Англия от Чаз Чандлър през септември 1966, е сформирана групата The Jimi Hendrix Experience заедно с барабиниста Мич Мичъл и басиста Ноел Рединг, който дотогава се изявява като китарист. Новосформираната група подписва договор с Track Records, чиито собственици са мениджърите на The Who Кит Ламбърт и Крис Стамп. Групата издава три сингъла продуцирани от Чаз Чандлър, които пробиват в топ 10 на британските класации – „Hey Joe“ (декември 1966), „Purple Haze“ (март 1967) и „The Wind Cries Mary“ (май 1967).

## Запис и издаване
По време на записите на сингъла Purple Haze в Olympic studios със звуковия инженер Еди Крамър групата записва и някои други парчета, които по-късно намират място в албума.
Албумът е издаден през май 1967 в Англия, като той не включва трите сингъла издадени преди това. Албумът достига до втора позиция на британските класации (№1 е Sgt. Pepper's Lonely Hearts Club Band на The Beatles) и прави групата истинска сензация в Европа. За издаването в САЩ, три песни от албума – „Red House“, „Can You See Me“ и „Remember“ са заменени с трите хитови сингъла издадени преди албума. Промяната е по настояване на самия Хендрикс, който твърди, че Америка не харесва блус.
През 1993 Алън Дъглас издава албума на диск, като позициите на песните са по хронологичен ред. След като през 1994 бащата на Джими Хендрикс, Ал Хендрикс, си възвръща правата върху записите, издава пълния албум включващ всички песни и сингли от периода.

## Последствия
Издаването на албума е един от преломните моменти през 60-те, когато хипи движението набира скорост и много от песните в албума се превръщат в химни за поколението. Албумът е смятан за един от най-силните дебюти в рок музиката. Групата е една от малкото, които успяват да се съревновават успешно с The Beatles на пазара.

## Списък на песните
1. „Purple Haze“ – 2:50
2. „Manic Depression“ – 3:30
3. „Hey Joe“ – 3:23
4. „Love or Confusion“ – 3:15
5. „May This Be Love“ – 2:55
6. „I Don't Live Today“ – 3:55
7. „The Wind Cries Mary“ – 3:21
8. „Fire“ – 2:34
9. „Third Stone from the Sun“ – 6:40
10. „Foxey Lady“ – 3:15
11. „Are You Experienced“ – 3:55
12. „Stone Free“ – 3:41
13. „51st Anniversary“ – 3:19
14. „Highway Chile“ – 3:36
15. „Can You See Me“ – 2:34
16. „Remember“ – 2:51
17. „Red House“ – 3:57

## Състав
- Джими Хендрикс – китари, вокали, пиано, гласът на „Star Fleet“ в „Third Stone from the Sun“
- Ноел Рединг – бас, допълнителни вокали
- Мич Мичъл – барабани
- Чаз Чандлър – гласът на „Scout Ship“ в „Third Stone from the Sun“

## Продуценти
- Продуцент: Чаз Чандлър
- Звуков инженер: Еди Крамър, Майк Рос, Дейв Сидъл
- Снимки: Карл Ферис
- Обложка: Карл Ферис